# Sečuan
Sečuan (kineski: 四川, pinyin: Sìchuān), na zapadu poznat i kao Szechwan ili Szechuan, je pokrajina na jugozapadu Kine, čiji je glavni grad Chengdu. Sìchuān doslovno znači „četiri rijeke”, što je bio naziv za ovu pokrajinu još od vremena dinastije Sung.

## Zemljopis
Sečuan ima površinu od 485.000 km² i 87.250.000 stanovnika (po podatcima iz 2010.). Pokrajina leži istočno od Tibetanskog platoa, u gornjem toku rijeke Jangce. Središte mu je Sečuanski bazen, plodna dolina (nadmorske visine od 700 m na sjeveru do 300 m na jugu) okružena planinama među kojima dominira zapadno gorje Daxue Shan (大雪山 Daxue Shān), sa 7556 m visokim vrhom Gongga Shan (tibetanski Minya Konka). Na sjeveru je gorje Qinling (秦岭山 / 秦山) s vrhovima preko 4000 m, dok jug i jugoistok zatvara gorje Dalou (大娄山 / 大娄山) s vrhovima oko 2000 m visine. Ostale značajne planine su Erlang Shan Erlang Shan (二郎山; 3437 m), Emei Shan (峨眉山; 3099 m) i Siguniang Shan (四姑娘山; 6254 m).
Rijeka Jangce je najveća i najduža u Sečuanu, gdje ima četiri pritoke po kojima je Sečuan dobio ime: Min Jiang (岷江), Tuo Jiang (沱江), Jialing Jiang (嘉陵江) i Wu Jiang (乌江).
Kako se Sečuan nalazi na srazu indijske i euroazijske tektonske ploče, ovdje se događaju česti potresi. Glavni grad pokrajine je Chengdu, a susjedne kineske pokrajine su: Tibet, Qinghai, Gansu, Shaanxi, Chongqing, Guizhou i Yunnan.

### Prirodoslovne odlike
Raznovrsna geomorfologija i klima stvorile su uvjete za rast bogatog biljnog svijeta. Pokrajina Sečuan ima više od 7,46 milijuna hektara šuma. Jedna petina takozvanih „živih fosila“ Kine žive u Sečuanu kao endemske vrste. Velika panda, nacionalni simbol Kine, potječe upravo s planinskih predjela Sečuana. Najpoznatije zaštićeno prirodno područje je rezervat prirode Wolong.

## Povijest
Od dinastije Shang postojala su u Sečuanu naselja (poput arheološkog nalazišta Sanxingdui, 三星堆) koja od 9. stoljeća prije Krista čine kraljevstva Shu (蜀) i Ba (巴), a koja su 316. godine prije Krista pripojena Kineskom Carstvu dinastije Qin. Arheološko za Kraljevstvo Shu u selu Sanxingdui (三星堆).
U 3. stoljeće prije Krista, uspostavom sustava za navodnjavanje u Dujiangyanu nastao je važan temelj za poljoprivredno bogatstvo pokrajine.
Nestankom središnje vlasti kineskih dinastija, stanovnici Sečuana su uvijek bili među prvima koji su koristiti kaos kako bi uspostavili samostalno kraljevstvo. Tako je Gongsun Shu proglasio Kraljevstvo Shu tijekom ustanka Crvene obrve (Chimei) 24. god. Njegova vladavina trajala je do 36. god. kad ju je uništio Car Guangwu od Hana.
Ustanak Žutih turbana označio je kraj dinastije Han i Zhang Lu (张鲁 / 张鲁) je od 186. – 216. god. u Sečuanu i Shaanxiju osnovao južnu taoističku teokraciju utemeljenu na učenjima njegovog djeda Zhanga Daolinga (张道陵 / 张道陵). Raspadom carstva Han Liu Bei (刘备 / 刘备) je 221. god. osnovao Shu Han (蜀汉 / 蜀汉), jedno od Tri kraljevstva, po kojima je nazvano sljedeće razdoblje.
U ranim 1930-im sjeverni dio Sečuana su kontrolirali komunisti. God. 1935. dugi marš je vodio kroz Sečuan, a juriš na most Luding je bila jedna od najsmjelijih akcija. God.
1936. Sečuan je iskusio ekstremne suše nakon kojih su uslijedile godine gladi.
Nakon što su Wuhan osvojili Japanci, Kuomintang pod Čang Kai-šekom je preselio svoje sjedište u Chongqing 1938. god. Godine 1949., osnovan je Jugozapadni ured pod vodstvom Deng Šaopinga, rođenim Sečuancom, za konsolidaciju vladavine KPK-a u ovoj regiji nakon proglašenja Narodne Republike Kine. U prosincu 1949. god. komunisti su osvojili Chongqing, zajedno s ostatkom kopnenih područja Kuomintanga.
God. 1975., tajnik stranke u Sečuanu, Zhao Ziyang, vodio je prve tržišne reforme u poljoprivredi.
Potres u Sečuanu 2008. godine, u 14:28:04 po lokalnom vremenu, imao je jačinu od 7,9, a epicentar je bio 90 km zapadno-sjeverozapadno od Chengdua. Potres je prouzrokovao smrt 16.200 ljudi, s tim da je samo u Chongqingu 5 učenika poginulo, a 20 ih je zakopano u ruševinamna, dok je više od 100 povrijeđeno kada se urušila jedna osnovna škola.

## Znamenitosti
Sečuan ima najviše UNESCO-ovih svjetskih baština od bilo koje druge kineske pokrajine:
- Jiuzhaigou (九寨溝, tibetanski: Zitsa Degu; što znači "Dolina devet sela") je nacionalni park smješten u istoimenoj županiji autonomne prefekture Ngawa, na sjeveru Sečuana. Jiuzhaigou je najpoznatiji po svojim višekatnim slapovima i šarenim jezerima zbog čega je u V. kategoriji zaštite u sustavu IUCN-a, ali i upisan na UNESCO-ov popis mjesta svjetske baštine u Aziji i Oceaniji od 1992. godine.[3]
- Rezervati velike pande u Sečuanu (kineski: 四川大熊貓棲息地, pinyin: Sìchuān Dàxióngmāo Qīxīdì) su skupina sedam rezervata prirode i devet parkova prirode na 9245 km² planina Qionglai i Jiajin, u kojima živi i razmnožava se više od 30% svjetske populacije jako ugroženih velikih pandi.
- Huanglong (黃龍, što znači „Žuti zmaj”) u županiji Songpan, krajolik koji se proteže južnim dijelom gorja Minshan, kuda rijeka Fujiang prolazi kroz klanac Danyun, 150 km sjeverozapadno od glavnog grada pokrajine, Chengdua. Ovo slikovito područje je najpoznatije po šarenim bazenima Huanglonggoua („Jaruga žutog zmaja”) koji su nastali naslagama kalcita, ali i po raznolikom šumskom ekosustavu, sniježnim vrhovima, kao što je Xuebaoding („Sniježni planinski vrh”) koji je najistočniji sniježni vrh u Kini; te slapovima i termalnim izvorima.[4]
- Emei Shan (峨嵋山, što znači „Uzvišeno čelo”) je planina u južnom dijelu Sečuana koja se uzdiže 2.800 m iznad zapadnog kraja Sečuanske kotline. Sa svojih 3.099 metara visine, planina Emei je najviša od četiri budističke svete planine Kine[5]
- Veliki Buda u Leshanu (乐山大佛 / 乐山大佛) je isklesan od 719. – 803. god. na liticama rijeke Min. Isklesana tijekom vladavine dinastije Tang (618. – 907.), ona je sa svojih 71 metara visine, najveća pred-moderna skulptura na svijetu.
- Planina Qingcheng (青城山, Qīngchéng Shān) je planina kod grada Dujiangyana koja je jedno od najstvetijih mjesta taoizma u Kini, i jedna od Svetih planina Kine. Prema kineskoj mitologiji, Žuti Car (Huangdi) je ovdje naukovao, zajedno s Ningom Fengzhijem. Zbog toga je širom planine izgrađeno mnogo taoističkih hramova. Planina Qincheng je, zajedno s Dujiangyan sustavom za navodnjavanje, upisana na UNESCO-ov popis mjesta svjetske baštine u Aziji i Oceaniji, 2000. godine[6] kao "mjesta gdje je taoizam nastao, a što se slavi u njegovim brojnim hramovima".

## Upravna podjela
Sečuan je podijeljen na 18 gradskih prefektura i tri autonomne prefekture:
| Zemljovid                | #                             | Naziv                | Upravno sjedište                                | Kinesko pismo Pinyin | Stanovništvo (2010.) |
| ------------------------ | ----------------------------- | -------------------- | ----------------------------------------------- | -------------------- | -------------------- |
|                          |                               |                      |                                                 |                      |                      |
| — Podpokrajinski grad —  |                               |                      |                                                 |                      |                      |
| 9.                       | Chengdu                       | Qingyang (distrikt)  | 成都市 Chéngdū Shì                              | 14.047.625           |                      |
| — Gradske prefekture —   |                               |                      |                                                 |                      |                      |
| 3.                       | Mianyang                      | Fucheng (distrikt)   | 绵阳市 Miányáng Shì                             | 4.613.862            |                      |
| 4.                       | Guangyuan                     | Lizhou (distrikt)    | 广元市 Gǔangyúan Shì                            | 2.484.125            |                      |
| 5.                       | Nanchong                      | Shunqing (distrikt)  | 南充市 Nánchōng Shì                             | 6.278.622            |                      |
| 6.                       | Bazhong                       | Bazhou (distrikt)    | 巴中市 Bāzhōng Shì                              | 3.283.771            |                      |
| 7.                       | Dazhou                        | Tongchuan (distrikt) | 达州市 Dázhōu Shì                               | 5.468.092            |                      |
| 8.                       | Ya'an                         | Yucheng (distrikt)   | 雅安市 Yǎ'ān Shì                                | 1.507.264            |                      |
| 10.                      | Deyang                        | Jingyang (distrikt)  | 德阳市 Déyáng Shì                               | 3.615.759            |                      |
| 11.                      | Suining                       | Chuanshan (distrikt) | 遂宁市 Sùiníng Shì                              | 3.252.551            |                      |
| 12.                      | Guang'an                      | Guang'an (distrikt)  | 广安市 Guǎng'ān Shì                             | 3.205.476            |                      |
| 13.                      | Meishan                       | Dongpo (distrikt)    | 眉山市 Méishān Shì                              | 2.950.548            |                      |
| 14.                      | Ziyang                        | Yanjiang (distrikt)  | 资阳市 Zīyáng Shì                               | 3.665.064            |                      |
| 15.                      | Leshan                        | Shizhong (distrikt)  | 乐山市 Lèshān Shì                               | 3.235.756            |                      |
| 16.                      | Neijiang                      | Shizhong (distrikt)  | 内江市 Nèijiāng Shì                             | 3.702.847            |                      |
| 17.                      | Zigong                        | Ziliujing (distrikt) | 自贡市 Zìgòng Shì                               | 2.678.898            |                      |
| 18.                      | Yibin                         | Cuiping (distrikt)   | 宜宾市 Yíbīn Shì                                | 4.472.001            |                      |
| 19.                      | Luzhou                        | Jiangyang (distrikt) | 泸州市 Lúzhōu Shì                               | 4.218.426            |                      |
| 21.                      | Panzhihua                     | Dongqu (distrikt)    | 攀枝花市 Pānzhīhūa Shì                          | 1.214.121            |                      |
| — Autonomne prefekture — |                               |                      |                                                 |                      |                      |
| 1.                       | Garzê (za Tibetance)          | Kangding             | 甘孜藏族自治州 Gānzī Zàngzú Zìzhìzhōu           | 1.091.872            |                      |
| 2.                       | Ngawa (za Tibetance i Qiange) | Barkam               | 阿坝藏族羌族自治州 Ābà Zàngzú Qiāngzú Zìzhìzhōu | 898.713              |                      |
| 20.                      | Liangshan (za narod Yi)       | Xichang              | 凉山彝族自治州 Liángshān Yízú Zìzhìzhōu         | 4.532.809            |                      |

## Gospodarstvo
Sečuan je tijekom kineske povijesti bio poznat kao „pokrajina obilja“. Proizvodnja pšenice i riže u Sečuanu je i danas vodeća u Kini. Uzgajaju se još i krumpir, breskve, šećerna trska i agrumi. Prema podatcima iz 1999. god. Sečuan je prvi u Kini po proizvodnji svinjskog mesa, a drugi po proizvodnji svilenih čahura. Od ruda, najvažnije su: željezo, vanadij, titanij, litij i kobalt.

## Poveznice
- Potres u Sečuanu 2008.

## Vanjske poveznice
- Službene stranice pokrajine Sečuan  Arhivirana inačica izvorne stranice od 1. listopada 2012. (Wayback Machine) (kin.)
- Velika karta Sečuana  Arhivirana inačica izvorne stranice od 24. studenoga 2003. (Wayback Machine)
- Li Bai Museum  Arhivirana inačica izvorne stranice od 17. veljače 2012. (Wayback Machine), Zhongba (engl.)